# Шахта «Ювілейна» (Кривбас)
Шахта «Ювілейна». — залізорудна шахта в м Кривий Ріг, Дніпропетровська область, Україна. Входила до складу рудоуправління ім. ХХ партз'їзду виробничого об'єднання «Кривбасруда», зараз — ПАТ «DCH Суха балка» з видобутку залізної руди Криворізького залізорудного басейну підземним способом.
Проектна потужність шахти 2,3 млн тонн багатої руди.
Очисні роботи ведуться на гор. 860 м, 940 м і 1020 м.
В 1997 році видобуто 2057 тис.тонн руди з вмістом заліза 56,4 %.
Побудована в 1975—1980 для ведення гірничих робіт на глибині до 1,5 км замість шахт «Центральна» та «Південна».
Шахта «Ювілейна» розробляє кілька роз'єднаних стовпоподібних рудних тіл, які нижче горизонту 940 м зливаються, утворюючи одну поклад завдовжки до 1300—1700 м і потужністю від 10-15 до 55 м. Кут падіння основного і паралельних покладів 56 °. Висячий бік родовища складний мартитовими і силікатно-карбонатно-магнетитовими роговиками міцністю 160 МПа, а лежачий бік — кварцово-серициту-хлоритовими сланцями міцністю 120—140 МПа.
Ствол шахти «Ювілейна» пройдено на глибину 1530 м, а шахти «Центральна» — 1370 м. Підготовчі роботи ведуться на горизонті 1340 м, а гірничо-капітальні — 1420 і 1500 м. Відпрацювання 67 % запасів руди на шахті «Ювілейна» проводиться поверхово-камерною системами розробки та 33 % — підповерхового-камерними з відбійкою руди вертикальними віялами глибоких свердловин на горизонтальну підсічку. Висота відпрацьовується поверху 80 м.
Виробнича потужність 2,25 млн т агломераційної руди на рік.